# Chaetomitrium smithii
Chaetomitrium smithii är en bladmossart som beskrevs av Edwin Bunting Bartram 1956. Chaetomitrium smithii ingår i släktet Chaetomitrium och familjen Hookeriaceae. Inga underarter finns listade i Catalogue of Life.